# Visa
Visa (Verified-International-Secure-Autonomous) Inc. è una joint venture di 21.000 istituzioni finanziarie che emettono prodotti con il marchio Visa, principalmente carte di credito, e di debito con il marchio V Pay. La sede centrale, precedentemente a San Francisco, dal 1º ottobre 2012 è a Foster City, in California.
Nel 2011 VISA è leader mondiale nel mercato delle carte di credito con il 50,1% del valore complessivo delle transazioni, davanti a MasterCard con il 33,5%. Nelle carte di debito detiene il 76,9% del mercato, davanti a Mastercard con il 18,9%.

## In Italia
In Italia le carte VISA vengono emesse e gestite dall'emittente Nexi (ex CartaSi), e anche direttamente da alcune banche (quali, a titolo esemplificativo ma non esaustivo, DB, BNL, Intesa Sanpaolo, Findomestic, Banca Sella, FinecoBank).

## Quotazione in borsa
Il 20 marzo del 2008 è stata quotata in borsa a Wall Street sul listino NYSE seguendo l'iter già fatto dalla sua principale concorrente MasterCard; tale operazione è stata il più grande collocamento di titoli mai avvenuto in borsa: oltre 17 miliardi di dollari superando il precedente primato detenuto da AT&T con poco più di 10 miliardi pochi anni prima.

## Loghi

Logo usato dal 1º luglio 1992 al 2000
Logo adottato dall'agosto 1998 al 2005
Logo impiegato dalla fine del 2005 a maggio 2015
Logo utilizzato da gennaio 2014 al 2021
Logo di accettazione Visa introdotto all'inizio del 2015 (in uso solo in alcuni mercati asiatici, americani ed europei)
Logo impiegato dal 2021

## Sponsorizzazioni
Nel 2024 diventa sponsor, insieme a Cash App, del team di Formula 1 Racing Bulls. La squadra cambia così nome in Visa Cash App Racing Bulls F1 Team.